# Science (лейбл)
Science — британский лейбл, ориентированный на электронную музыку. Является подразделением Virgin Records. Был основан в 1996 году, а в 2001 году после разрыва контракта с главным музыкантом лейбла Photek — закрыт. Тем не менее все выпущенные диски всё ещё доступны в магазинах.
Большинство релизов этого лейбла выпускались в США через дистрибьютора Astralwerks.

## Артисты
- Photek
- Source Direct
- The Micronauts
- Stacey Pullen

## Дискография

### Синглы и EP
- «The Hidden Camera» — Photek (3 июня 1996, QEDCD1/QEDT1)
- «Ni-Ten-Ichi-Ryu» — Photek (24 марта 1997, QEDCD2/QEDT2)
- «Two Masks / Black Domina» — Source Direct (17 февраля 1997, QEDCD3/QEDT3)
- «Call & Response / Computer State» — Source Direct (26 мая 1997, QEDCD4/QEDT4)
- «Capital D / Enemy Lines» — Source Direct (6 октября 1997, QEDCD5/QEDT5)
- «Modus Operandi» — Photek (2 февраля 1998, QEDCD6/QEDT6)
- «The Jag» — The Micronauts (17 мая 1999, QEDCD7/QEDT7)
- «Terminus» — Photek (28 августа 2000, QEDCD8/QEDT8)
- «Vertigo» — Stacey Pullen (26 марта 2001, QEDT9/QEDTX9)
- «Mine To Give» — Photek feat. Robert Owens (5 февраля 2001, QEDCD10/QEDT10/QEDTX10/QEDTXX10)

### Альбомы
- «Modus Operandi» — Photek (8 сентября 1997, CDQED1/QEDLP1)
- «Form & Function» — Photek (14 сентября 1998, CDQED2/QEDLP2)
- «Exorcise The Demons» — Source Direct (8 марта 1999, CDQED3/QEDLP3)
- «Bleep To Bleep» — The Micronauts (3 апреля 2000, CDQED4/QEDLP4)
- «Today Is The Tomorrow You Were Promised Yesterday» — Stacey Pullen (27 марта 2001, CDQED5/QEDLP5)
- «Solaris» — Photek (18 сентября 2000, CDQED6/QEDLP6)